# Jan Ronnes
J.G.M. (Jan) Ronnes (Vortum-Mullem, 18 augustus 1938) is een Nederlands oud-politicus voor de KVP en later het CDA.
Binnen het CDA was Ronnes actief als gemeenteraadslid  en wethouder in de gemeente Vierlingsbeek en nadat dat in 1998 was opgegaan in Boxmeer ook in die gemeente. Na het vertrek in 1989 van de Vierlingsbeekse burgemeester Huub van de Moosdijk nam hij diens functie als loco-burgemeester twee jaar waar. Verder was hij Statenlid, bestuurslid, regiovoorzitter, campagneleider en waterschapsbestuurder. 
Buiten de politiek was hij onder andere voorzitter van de Boxmeerse lokale omroep BLOS en bestuurslid van de Unie KBO. 
Eind 2008 ontving Ronnes tijdens een CDA-bijeenkomst in Uden de Zilveren Speld van Verdiensten van de partij uit handen van provinciaal partijvoorzitter Hans Janssen. Ronnes is Ridder in de Orde van Oranje-Nassau. Zijn zoon Erik is voormalig Tweede Kamerlid en gedeputeerde in Noord-Brabant. 